# McManus Galleries
Les McManus Galleries (autrefois Albert Institute) sont un bâtiment d'architecture néogothique du centre de la ville de Dundee, en Écosse. L'immeuble abrite un musée ainsi qu'une galerie d'arts populaires et d'arts décoratifs et des collections d'histoire naturelle.

## Origine du bâtiment
Le bâtiment était conçu à l'origine comme un mémorial au prince Albert de Saxe-Cobourg-Gotha et devait héberger des salons de lecture, une galerie d'art, ainsi qu'une bibliothèque de livres de références destinée aux étudiants, et fournie par la British Association for the Advancement of Science.
Le financement devait être fourni par les habitants de Dundee eux-mêmes ; bien que la ville ne puisse s'offrir un mémorial aussi onéreux, elle contribua à concurrence de 300 livres, une somme importante pour l'époque. Un fonds de 4 025 livres et 15 shillings fut réuni par 168 contributeurs, au rang desquels la famille Baxter, qui a donné 420 livres.

## Conception architecturale

### La réalisation d'origine
Le bâtiment fut dessiné par l'architecte George Gilbert Scott, un expert en la restauration des églises médiévales et supporter du style néogothique. Son plan d'origine comprenait une large tour, semblable à celle de l'église Saint-Nicolas de Hambourg, l'une de ses réalisations précédentes. Malheureusement, le bâtiment devait être construit sur un site appelé Quaw Bog, au confluent du Scourin Burn et du Friar Burn, deux ruisseaux de la ville. Malgré le drainage préalable du terrain et l'installation de larges poutres de soutien dans le sol, celui-ci se révéla trop instable lors du début de la construction, en 1865.
L'inauguration du bâtiment eut lieu en 1867 ; il était alors appelé Albert Institute. Les collections du Watt Institute, fondé en 1848, furent incorporées aux collections de l'Albert Institute lors de l'ouverture du musée et des galeries d'art en 1873.

### Extensions
En 1889, deux sections furent ajoutées, ce qui permit de créer quatre galeries d'art et quatre galeries de musée supplémentaires. La section centrale fut conçue par David MacKenzie selon les intentions originelles de Scott ; William Alexander réalisa les Galeries Est.

## Vieillissement et restauration
En 1976, des fissures furent découvertes à l'angle sud-est du bâtiment, et des investigations plus poussées révélèrent que celui-ci menaçait de s'effondrer, à la suite des tassements du terrain. C'est pour cette raison que, en 1979, des piliers de béton et de nouvelles poutres furent installées, pour consolider le bâtiment et remplacer les poutrelles de bois qui avaient pourri.
C'est lors d'une restauration plus tardive que le nom du bâtiment changea ; il célèbre aujourd'hui la mémoire du Lord Provost de Dundee Maurice McManus.

## Utilisation du bâtiment
Entre 1873 et 1949, les galeries furent administrées conjointement avec les bibliothèques municipales. À partir de 1959, la ville de Dundee reprit le contrôle direct de leur administration.
Les galeries sont fermées au public depuis le 24 octobre 2005 afin d'être restaurées et réaménagées (budget prévu : 7,8 millions de livres sterling) ; la réouverture survient le 28 février 2010. La plupart des collections, qui incluent des œuvres d'artistes tels que James McIntosh Patrick, Alberto Morrocco et Thomas Musgrave Joy, sont toutefois toujours visibles ; elles sont exposées dans l'ancienne Carnegie Library sur Barrack Street.